# Warrior (singel B.A.P)
WARRIOR – debiutancki singel CD południowokoreańskiej grupy B.A.P, wydany 26 stycznia 2012 roku. Na płycie znalazły się cztery utwory, głównym utworem jest „WARRIOR”. Sprzedał się w nakładzie 42 261 egzemplarzy w Korei Południowej (stan na lipiec 2013 r.).

## Lista utworów
| Nr | Tytuł                                                                    | Słowa                                  | Muzyka                  | Czas |
| -- | ------------------------------------------------------------------------ | -------------------------------------- | ----------------------- | ---- |
| 1. | "BURN IT UP (Intro)"                                                     | Bang Yong-guk, Kim Ki-bum, MARCO       | Kim Ki-bum, MARCO       | 1:18 |
| 2. | "WARRIOR"                                                                | Bang Yong-guk, Kang Ji-won, Kim Ki-bum | Kang Ji-won, Kim Ki-bum | 3:26 |
| 3. | "UNBREAKABLE"                                                            | Bang Yong-guk, Kang Ji-won             | Dani                    | 3:15 |
| 4. | "Secret Love" (kor. 비밀연애 Bimillyeonae) (feat. Song Ji-eun of Secret) | Bang Yong-guk, Kang Ji-won             | Kang Ji-won, LOPTOMIST  | 3:39 |

## Singel japoński
Utwór „WARRIOR” został nagrany ponownie w języku japońskim i wydany 9 października 2013 roku przez King Records jako pierwszy japoński singel. Teledysk do japońskiej wersji piosenki ukazał się w serwisie YouTube 13 września. Osiągnął 5 pozycję w rankingu singli Oricon i pozostał na liście przez 7 tygodni, sprzedał się w nakładzie 23 027 egzemplarzy.

### Lista utworów
| CD (Type A)          |                                  |      |
| Nr                   | Tytuł                            | Czas |
| 1.                   | "WARRIOR"                        |      |
| 2.                   | "PUNCH"                          |      |
| 3.                   | "WARRIOR" (Original Rap Version) |      |
| 4.                   | "WARRIOR" (Instrumental)         |      |
| 5.                   | "PUNCH" (Instrumental)           |      |
| CD (Type B)          |                                  |      |
| Nr                   | Tytuł                            | Czas |
| 1.                   | "WARRIOR"                        |      |
| 2.                   | "POWER"                          |      |
| 3.                   | "PUNCH"                          |      |
| 4.                   | "WARRIOR" (Original Rap Version) |      |
| CD (wer. limitowana) |                                  |      |
| Nr                   | Tytuł                            | Czas |
| 1.                   | "WARRIOR"                        |      |
| 2.                   | "POWER"                          |      |
| 3.                   | "WARRIOR" (Original Rap Version) |      |
| 4.                   | "WARRIOR" (Instrumental)         |      |
| 5.                   | "POWER" (Instrumental)           |      |

## Notowania
Singel koreański
| Lista                    | Pozycja |
| ------------------------ | ------- |
| Gaon Weekly Album Chart  | 6       |
| Gaon Monthly Album Chart | 14      |
| Gaon Yearly Album Chart  | 45      |
| Five Music (Tajwan)      | 3       |

Singel japoński
| Lista                       | Pozycja |
| --------------------------- | ------- |
| Oricon Weekly Singles Chart | 5       |